# Trinidad và Tobago
Trinidad và Tobago (tiếng Anh: Trinidad and Tobago), tên chính thức là Cộng hoà Trinidad và Tobago (tiếng Anh: Republic of Trinidad and Tobago) là một quốc gia nằm ở phía nam Biển Caribe, 11 km (7 dặm) ngoài khơi bờ biển Venezuela. Nước này là một đảo quốc[1] gồm hai đảo chính là Trinidad và Tobago cùng 21 đảo nhỏ với tổng diện tích 5.128 km² hay 1.864 mi². Ước tính dân số vào tháng 7 năm 2006 là 1.065.842 người. Chiều dài trung bình của Trinidad là 80 km và chiều rộng trung bình là 59 km. Tobago là 41 km dài và 12 km ở điểm rộng nhất. Thủ đô là Port of Spain.
Đảo lớn và đông dân hơn là Trinidad (nghĩa là "Hòn đảo của Thiên Chúa Ba Ngôi" - Trinity), trong khi Tobago nhỏ hơn (303 km² hay 116 mi²; khoảng 6% tổng diện tích) và dân cư thưa thớt hơn (50.000 người; hay 5% tổng dân số). Các công dân chính thức được gọi là "người Trinidad" hay "người Tobago" hay "công dân của Trinidad và Tobago", nhưng người Trinidad thường để chỉ người Trinis còn cả người Trinidad và người Tobago thường được gọi là Trinbagonians.
Không giống hầu hết các nước nói tiếng Anh ở vùng Caribbe, Trinidad và Tobago là một nước chủ yếu công nghiệp hóa với nền kinh tế dựa vào dầu mỏ và hóa dầu. Những con cháu của người Châu Phi và người Ấn Độ chiếm tới 80% dân số, phần còn lại chủ yếu là những người nhiều dòng máu với một số lượng nhỏ người châu Âu, người Hoa và người Ả Rập. Trinidad và Tobago nổi tiếng về Lễ hội Carnival tiền-Lenten và là nơi ra đời của nhạc cụ steelpan, điệu nhạc calypso và lối khiêu vũ limbo.

## Lịch sử

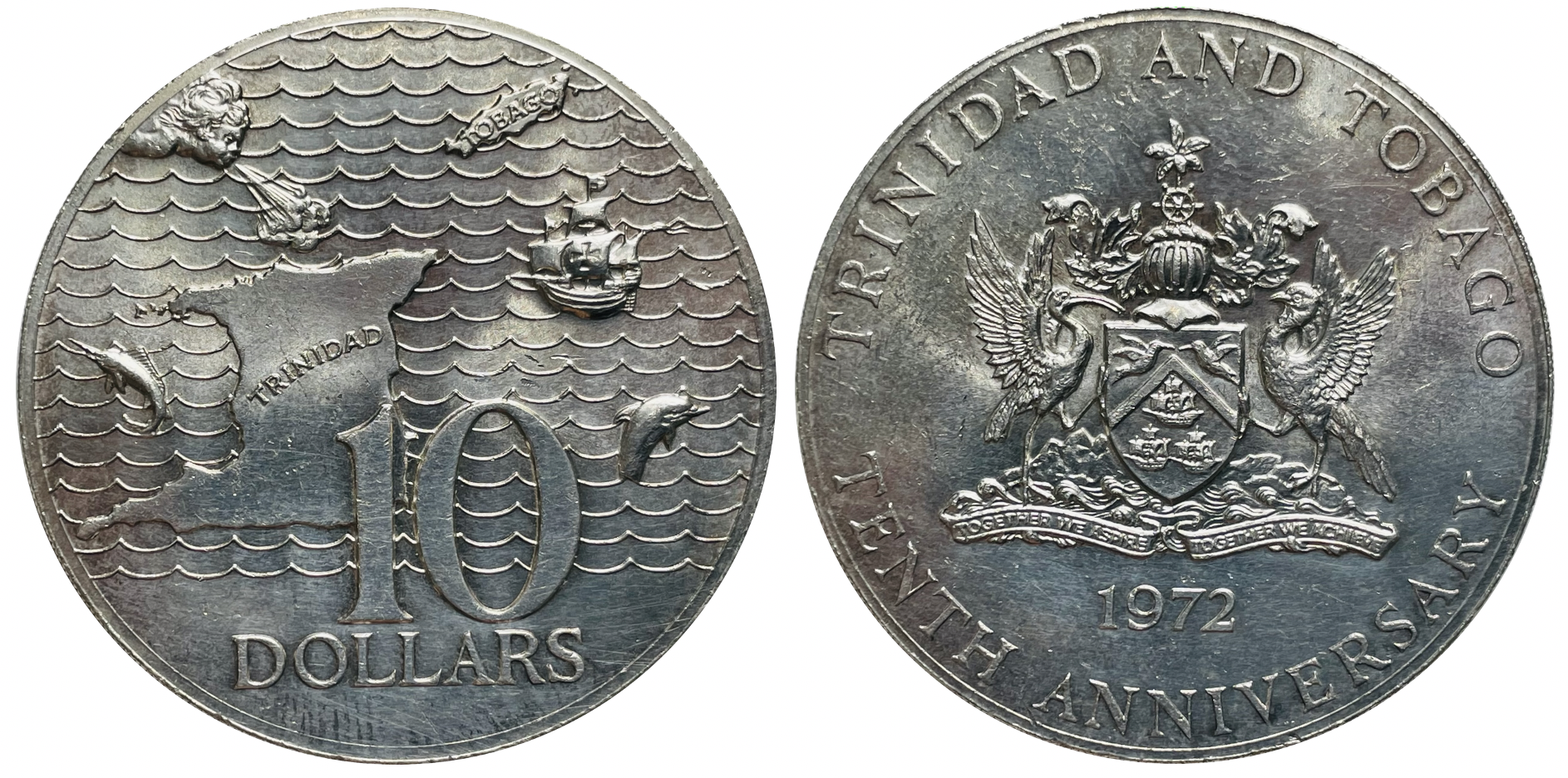
Xu bạc 10 dollar Trinidad và Tobago, đúc năm 1972 kỷ niệm độc lập. Xu có tỷ lệ bạc 92,5% với trọng lượng 35,12gr

Cả Trinidad và Tobago đều đã từng là nơi cư trú của người da đỏ có nguồn gốc Nam Mỹ. Ít nhất, ở thời kỳ tiền nông nghiệp Archaic đã có người sinh sống tại Trinidad từ 7.000 năm trước, biến nó trở thành phần lục địa Caribbean có người sinh sống sớm nhất. Những dân tộc nông nghiệp sử dụng đồ gốm đã định cư tại Trinidad khoảng năm 250 TCN và sau đó di chuyển tới dãy Lesser Antilles. Khi người châu Âu tới đây, Trinidad là lãnh thổ của nhiều bộ tộc sử dụng các ngôn ngữ Arawakan và Cariban gồm Nepoya, Suppoya và Yao; trong khi Tobago thuộc quyền kiểm soát của Đảo Caribs và Galibi. Tên gọi Trinidad của người da đỏ là Kairi hay Iere thường được dịch thành "Vùng đất của loài Chim ruồi", dù nhiều người khác cho rằng nó chỉ đơn giản có nghĩa là "hòn đảo". Cristoforo Colombo đã tới đảo Trinidad vào ngày 31 tháng 7 năm 1498 và đặt tên nó theo Chúa ba ngôi (Trinity). Colombo cũng đã nhìn thấy Tobago, mà ông gọi là Bella Forma, nhưng ông không đổ bộ lên đảo này. Cái tên Tobago có lẽ bắt nguồn từ chữ tobacco (thuốc lá).
Buổi đầu người Tây Ban Nha thiết lập cơ sở tại Trinidad, nhưng vì thiếu dân tới định cư nên cuối cùng họ cho phép tất cả mọi người châu Âu theo Cơ đốc giáo định cư trên hòn đảo, dẫn tới những cuộc di cư từ Pháp và các nước khác. Trong lúc đó, Tobago hết thuộc quyền cai trị của Anh đến Pháp đến Hà Lan và Courland. Anh đã củng cố quyền lực của mình trên cả hai hòn đảo trong thời gian Chiến tranh Napoléon, và họ gộp chúng vào thành thuộc địa Trinidad và Tobago năm 1889. Vì những cuộc tranh giành thuộc địa đó, những tên địa điểm theo tiếng của thổ dân châu Mỹ, tiếng Tây Ban Nha, tiếng Pháp và tiếng Anh rất phổ biến tại quốc gia này. Những người nô lệ châu Phi, người Ấn Độ, Trung Quốc, Bồ Đào Nha và những người lao động tự do từ châu Phi đã tới đây bổ sung vào lực lượng lao động trong thế kỷ XIX và đầu thế kỷ XX.
Những cuộc di cư từ Barbados và Lesser Antilles, Venezuela và Syria và Liban cũng đã mang lại ảnh hưởng về mặt chủng tộc trên đất nước này.
Dù ban đầu là một thuộc địa với mía và cacao là hai sản phẩm chủ lực của nền kinh tế ở thời điểm cuối thế kỷ XIX và đầu thế kỷ XX. Sau sự giảm sút sản lượng cacao (vì bệnh dịch và cuộc Đại khủng hoảng) dầu mỏ dần chiếm vị trí trọng yếu trong nền kinh tế. Cuộc khủng hoảng và sự gia tăng thị phần dầu mỏ trong nền kinh tế dẫn tới những thay đổi trong cấu trúc xã hội.
Sự hiện diện của những căn cứ quân sự Hoa Kỳ tại Chaguaramas và Cumuto ở Trinidad trong Chiến tranh thế giới thứ hai đã làm thay đổi căn bản tính chất xã hội. Trong giai đoạn hậu chiến, làn sóng giải thực diễn ra khắp Đế quốc Anh dẫn tới sự thành lập Liên bang Tây Ấn năm 1958 như bước đầu tiên giành lại độc lập. Chaguaramas được đề xuất trở thành thủ đô của liên bang. Liên bang đã giải thể sau khi Jamaica rút lui, và Trinidad và Tobago đã lựa chọn độc lập năm 1962.
Năm 1970, một số sinh viên đã tụ tập trước sứ quán Canada để phản đối khoản lệ phí visa cho sinh viên, ở thời ấy là kiểu bắt chước làn sóng nhân quyền thập niên 1960 tại Bắc Mỹ. Kết quả là cái mà ngày nay chúng ta gọi là Những cuộc nổi loạn quyền lực đen năm 1970.
Năm 1976 nước này chấm dứt các quan hệ với chế độ quân chủ Anh và trở thành một nước cộng hoà bên trong Khối thịnh vượng chung Anh.
Năm 1990, 114 người thuộc Jamaat al Muslimeen, do Yasin Abu Bakr (trước đó thường được gọi là Lennox Phillip) lãnh đạo, đã xông vào Nghị viện Trinidad & Tobago tại Nhà Đỏ, và đài truyền hình duy nhất đất nước ở thời điểm đó, giữ chính phủ làm con tin trong sáu ngày. Vụ này đã được giải quyết và từ đó đất nước hoàn toàn thanh bình.
Dầu mỏ, hóa dầu và khí tự nhiên tiếp tục là xương sống của nền kinh tế quốc gia. Du lịch cũng là một nhân tố chủ chốt của kinh tế Tobago, và hòn đảo này vẫn là điểm đến ưa thích của nhiều khách du lịch châu Âu. Trinidad và Tobago là một trong những quốc gia thịnh vượng nhất vùng Caribbean, dù đã có sút kém so với thời "bùng nổ dầu mỏ" trong khoảng giữa 1973 và 1983.
Năm 1991, Patrick Manning được bổ nhiệm làm Thủ tướng. Trong nhiều năm, giới lãnh đạo phải đương đầu với các cuộc nổi dậy của nhân dân phát sinh từ những khó khăn kinh tế và những đối kháng của thành phần cấp tiến. Tình trạng thất nghiệp và dư thừa nhân công là một trong những vấn đề dai dẳng ở đảo quốc này vàphần lớn nhân dân đòi Chính phủ quốc hữu hóa các ngành công nghiệp sản xuất đường và dầu mỏ hiện đang thuộc quyền kiểm soát của các công ty nước ngoài.

## Chính trị
Trinidad và Tobago là một quốc gia theo chính thể dân chủ tự do với một hệ thống lưỡng đảng và hệ thống quốc hội lưỡng viện dựa trên Hệ thống Westminster. Quốc trưởng của Trinidad và Tobago là Tổng thống, hiện nay là Giáo sư danh dự George Maxwell Richards. Lãnh đạo chính phủ và Thủ tướng. Tổng thống được bầu ra bởi một Ủy ban bầu cử gồm toàn bộ các thành viên của hai viện Nghị viện. Thủ tướng được Tổng thống chỉ định. Tổng thống buộc phải chỉ định lãnh đạo của đảng nào mà ông cho là được nhiều thành viên trong nghị viện ủng hộ nhất vào chức vụ đó; thường đó là lãnh đạo đảng giành được số ghế nhiều nhất trong cuộc bầu cử trước đó (trừ trường hợp cuộc Tổng tuyển cử năm 2001).
Nghị viện gồm hai cấp, Thượng viện (31 thành viên) và Hạ viện (36 thành viên, sẽ tăng lên thành 41 thành viên kể từ cuộc bầu cử sau). Các thành viên thượng nghị viện do tổng thống chỉ định. Mười sáu Thượng nghị sĩ Chính phủ được chỉ định theo sự gợi ý của Thủ tướng, sáu Thượng nghị sĩ Đối lập được chỉ định theo sự gợi ý của Lãnh đạo phe đối lập và chín Thượng nghị sĩ độc lập được chỉ định bởi Tổng thống để đại diện cho những lĩnh vực dân sự xã hội khác. 36 thành viên của Hạ nghị viện do nhân dâu bầu ra với nhiệm kỳ tối đa 5 năm.
Từ 24 tháng 12 năm 2001, đảng cầm quyền là Phong trào nhân dân quốc gia do Patrick Manning lãnh đạo; đảng Đối lập là Đại hội quốc gia thống nhất do Kamala Persad-Bissessar lãnh đạo (Lãnh đạo đối lập) và Winston Dookeran (UNC lãnh đạo chính trị).
Trinidad và Tobago là một thành viên tích cực của Cộng đồng Caribbean (CARICOM) và Khối kinh tế, thị trường chung CARICOM (CSME).
Đảng Cộng sản Trinidad và Tobago là một đảng chính trị Marxist-Leninist thân Albania ở Trinidad và Tobago. Đảng này được thành lập vào tháng 8 năm 1979. Một nguồn tin cho rằng nó được thành lập bởi Hardial Bains, lãnh đạo Đảng Cộng sản Canada (Marxist-Leninist). CPTT xuất bản Đấu tranh giai cấp.
Nhiều thành viên của Đảng này đã từ bỏ lập trường cộng sản cứng rắn của họ vào thời điểm những năm 1980 kết thúc trùng với sự sụp đổ của Liên Xô. Các thành viên cũ Michael Als và Wade Mark đã tham gia vào chính trị đảng vào cuối những năm 1990.

## Địa lý

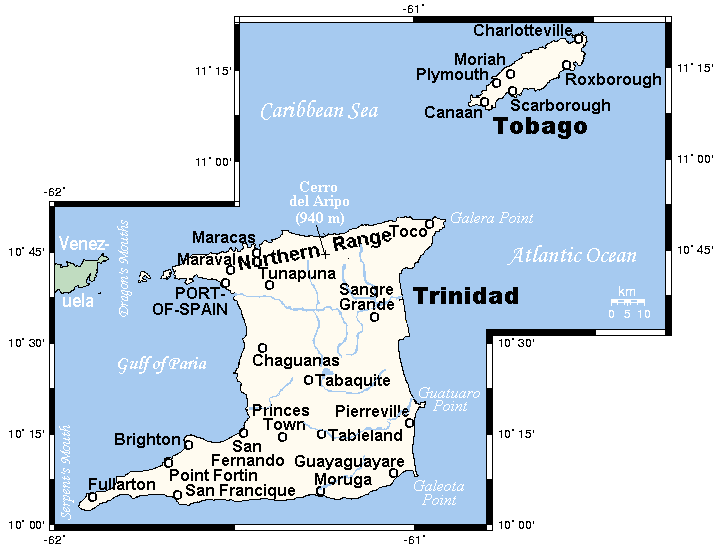
Bản đồ Trinidad và Tobago - Click để xem ảnh kích thước lớn

Nước này gồm hai hòn đảo chính, Trinidad và Tobago, và 21 hòn đảo nhỏ hơn, các hòn đảo lớn nhất gồm Chacachacare, Monos, Huevos, Gaspar Grande (hay Gasparee), Little Tobago và St. Giles Is. Lãnh thổ đảo là hỗn hợp giữa các đồng bằng và các vùng núi. Điểm cao nhất nước nằm tại Dãy phía Bắc ở El Cerro del Aripo với độ cao 940 mét (3.085 foot) trên mực nước biển. Khí hậu nhiệt đới. Một năm có hai mùa: mùa khô trong sáu tháng đầu năm, và mùa mưa ở nửa cuối năm. Gió thường tới từ hướng đông bắc và thường bị ảnh hưởng bởi gió mậu dịch Đông Bắc. Không giống như hầu hết các hòn đảo khác ở vùng Caribbean, Trinidad và Tobago không bị ảnh hưởng bởi các cơn bão mạnh có sức tàn phá lớn như Bão Ivan, trận bão mạnh nhất đi qua gần hòn đảo này trong giai đoạn gần đây vào tháng 12 năm 2004.
Đa số dân cư sống trên hòn đảo Trinidad, đây là nơi có nhiều thành phố và khu thị tứ lớn. Trinidad có ba vùng đô thị: Port of Spain, thủ đô, San Fernando, và Chaguanas. Trong số ba vùng đó, Chaguanas có tốc độ phát triển nhanh nhất. Thành phố lớn nhất tại Tobago là Scarborough.
Trinidad được tạo nên từ nhiều kiểu nền đất khác nhau, đa phần là cát mịn và đất sét nặng. Các châu thổ đất bồi của Dãy phía bắc và vùng đất "Hành lang Đông Tây" là màu mỡ nhất.
Dãy phía Bắc gồm phần lớn là những núi đá Thượng Jurassic và Cretaceous, đa số là andesite và đá phiến. Những vùng đất thấp phía bắc (Hành lang Đông Tây và Đồng bằng Caroni) gồm các kiến tạo từ thời Pleistocene hay cát và đất sét trẻ hơn với các con sông nhiều sỏi và đầm lầy đất bồi. Phía nam vùng này, Dãy Trung tâm là một nếp lồi phay nghịch gồm đá từ kỷ Cretaceous và Eocene, với các thành tạo theo thể Miocene dọc theo các sườn phía đông và phía nam. Đồng bằng Naparima và Đầm lầy Nariva tạo thành bộ phận phía nam của phay nghịc này. Các vùng đất thấp phía nam gồm cát thể Miocene và Pliocene, đất sét và sỏi. Chúng che giấu bên dưới các trầm tích dầu mỏ và khí tự nhiên, đặc biệt phía bắc Phay Los Bajos. Dãy phía Nam tạo thành phay nghịch nếp lồi thứ ba. Nó gồm nhiều dãy đồi, phần nổi tiếng nhất là Đồi Ba ngôi. Đá là đá sa thạch, đá phiến sétvà đá phù sa và đất sét đã được tạo thành từ thời Miocene và được đẩy lên cao trong kỷ Pleistocene. Cát dầu và các núi lửa bùn hiện diện đặc biệt nhiều ở vùng này.
Dù chỉ nằm ngay ngoài khơi bờ biển phía đông Venezuela của Nam Mỹ, Trinidad và Tobago thường được coi là một phần của lục địa Bắc Mỹ vì nó có tính chất xã hội của một quốc gia vùng Caribbean. Xem Các quốc gia liên lục địa.

## Kinh tế
Trinidad và Tobago nổi tiếng là một địa điểm đầu tư tuyệt vời cho giới doanh nhân quốc tế. Một lĩnh vực phát triển hàng đầu trong bốn năm qua là khí tự nhiên. Du lịch là lĩnh vực đang phát triển, dù không chiếm tỷ trọng cao như nhiều hòn đảo vùng Caribbean khác. Nền kinh tế nước này có lợi thế nhờ lạm phát thấp và thặng dư thương mại. Năm 2002 được đánh dấu bởi sự phát triển vững chắc của khu vực dầu khí, bù lại một phần cho tình trạng không ổn định chính trị trong nước.
Đặc điểm khí hậu ở đảo quốc này giúp phát triển các loại cây trồng nhiệt đới, đặc biệt là các đồn điền mía với sản lượng 129.000 tấn đường mỗi năm (1994). Các loại nông sản khác gồm: ca cao, cà phê, chuối, cam quýt, cơm dừa. Ngành chăn nuôi cũng rất phát triển.
Công nghiệp chủ yếu dựa vào khai thác hyđrocacbon. Hồ Pitch ở phía Tây Nam đảo Trinidad, được khai thác từ thế kỷ XVI, hiện nay cung cấp 108.000 tấn bitum (dùng làm nhựa rải đường) và phần lớn được xuất khẩu. Các vỉa dầu phần lớn ở miền Nam Trinidad cung cấp hơn 7 triệu tấn/năm (1994). Khai thác khí đốt cũng trên đà gia tăng. Dầu mỏ được xuất khẩu sang Hoa Kỳ và Vương quốc Anh. Phần lớn giếng dầu và các nhà máy lọc dầu đều nằm trong tay các công ty của Hoa Kỳ. Sản lượng hyđrocacbon chiếm 80% tổng giá trị các loại sản phẩm xuất khẩu. Khí hậu ôn hòa, phong cảnh thiên nhiên đẹp và mạng lưới giao thông vận tải tốt giúp cho ngành du lịch mang lại một nguồn thu nhập đáng kể.
Tính đến năm 2016, GDP của Trinidad và Tobago đạt 22.809 USD, đứng thứ 106 thế giới và đứng số 1 khu vực Caribe.

## Nhân khẩu
| Tôn giáo tại Trinidad và Tobago (2011) | Tôn giáo tại Trinidad và Tobago (2011) | Tôn giáo tại Trinidad và Tobago (2011) | Tôn giáo tại Trinidad và Tobago (2011) | Tôn giáo tại Trinidad và Tobago (2011) |
| -------------------------------------- | -------------------------------------- | -------------------------------------- | -------------------------------------- | -------------------------------------- |
| Tôn giáo                               | Tôn giáo                               |                                        | Tỷ lệ                                  | Tỷ lệ                                  |
| Công giáo Roma                         | Công giáo Roma                         |                                        | 55.3%                                  | 55.3%                                  |
| Hindu                                  | Hindu                                  |                                        | 18.1%                                  | 18.1%                                  |
| Không tôn giáo                         | Không tôn giáo                         |                                        | 13.3%                                  | 13.3%                                  |
| Hồi giáo                               | Hồi giáo                               |                                        | 5.0%                                   | 5.0%                                   |

Thành phần dân tộc của Trinidad và Tobago phản ánh một lịch sử chinh phục và di cư. Hai nhóm dân tộc chính - người Trinidad gốc Ấn (Indo-Trinidadian) và người Trinidad gốc Phi - chiếm tới 80% dân số, trong khi những người dân đa chủng tộc, con cháu của người Trinidad gốc Âu/người châu Âu, người Trinidad gốc Trung Quốc/người Hoa và người Trinidad gốc Ả Rập/người Syria-người Liban chiếm đa phần số còn lại. Theo cuộc điều tra dân số năm 1990, người Trinidad gốc Ấn chiếm 40,3% dân số, người Trinidad gốc Phi chiếm 39,5%, người đa chủng 18,4%, người Trinidad gốc Âu 0,6% và người Hoa, người Syria và các sắc tộc khác 1,2%. Người Trinidad gốc Âu, đặc biệt là hậu duệ của tầng lớp chủ đất cũ, thường được gọi là người Pháp Creole, thậm chí nếu tổ tiên họ là người di cư đến từ Tây Ban Nha, Anh, Bồ Đào Nha  hay Đức. Nhóm người Cocoa Payol đa chủng là con cháu của người định cư Tây Ban Nha và những người nhập cư đến từ Venezuela. Dân Trini Bồ Đào Nha gồm cả người da trắng và người lai. Nhóm thiểu số da đỏ châu Mỹ phần lớn là đa chủng - nhóm thiểu số rất nhỏ Carib, hậu duệ của những thổ dân bản địa, được tổ chức xung quanh Cộng đồng Santa Rosa Carib.
Sự di cư ra khỏi Trinidad và Tobago, cũng như đối với các nước Caribbean khác, đạt mức độ cao trong lịch sử; đa số họ tới Hoa Kỳ, còn Canada và Anh tiếp nhận hầu hết số còn lại. Sự di cư này vẫn đang tiếp diễn, dù ở mức độ thấp hơn, thậm chí tỷ lệ sinh đã giảm mạnh tới mức tương đương với các nước phát triển.
Nhiều tôn giáo hiện diện ở Trinidad và Tobago. Hai tôn giáo lớn nhất là Công giáo La Mã và đạo Hindu; Anh giáo, Hồi giáo, Presbyterian, Methodist là những tôn giáo nhỏ hơn. Hai đức tin đa tạp Afro-Caribbean là Shouter (hay Spiritual Baptist) và Orisha (trước kia được gọi là Shango, ít mang ý nghĩa ca tụng hơn) nằm trong những nhóm tôn giáo phát triển nhanh nhất, cũng như các nhà thờ của Evangelical và Fundamentalist theo kiểu Mỹ thường được đa số người Trinidad coi gộp vào với nhau thành "Pentecostal" (dù cách định danh này thường không chính xác). Nhà thờ Mormon đã mở rộng sự hiện diện của họ tại quốc gia này từ giữa thập niên 1980.
Tiếng Anh là ngôn ngữ chính thức của quốc gia, nhưng tiếng Bhojpuri, ở trong nước thường được gọi là tiếng Hindi, cũng được sử dụng bởi một số người Trinidad gốc Ấn và hiện diện nhiều trong âm nhạc bình dân. Ngôn ngữ chính, tiếng Anh-Trinidad vừa được xếp hạng là một thổ ngữ vừa là một biến thể của tiếng Anh hay một kiểu tiếng Anh lai Trinidad (Trinidadian Creole English). Ngôn ngữ được sử dụng nhiều ở Tobago là tiếng Anh lai Tobago (Tobagonian Creole English). Cả hai ngôn ngữ đều chứa đựng các yếu tố châu Phi; tuy nhiên, tiếng Anh Trinidad bị ảnh hưởng nhiều từ tiếng Pháp và tiếng Pháp lai cũng như tiếng Bhojpuri/Hindi. Các ngôn ngữ châu Mỹ và các thứ tiếng địa phương thường chỉ được sử dụng trong những dịp không chính thức, và cho tới nay vẫn chưa có một hệ thống chuẩn hóa cách viết (giống như trong tiếng Anh tiêu chuẩn). Những vị du khách tới đây trong một thời gian ngắn không cần phải lo ngại về việc học tiếng địa phương/tiếng châu Mỹ, vì hầu như mọi người đều nói và hiểu được tiếng Anh. Tuy nhiên, thường thì người dân sử dụng tiếng địa phương/tiếng châu Mỹ để nói chuyện với nhau. Dù tiếng địa phương (một loại tiếng Pháp lai) từng là ngôn ngữ được sử dụng rộng rãi trên hòn đảo này (và tại vùng bờ biển Paria Venezuela), nhưng hiện nay đã không còn giữ được vị trí đó nữa.
Vì vị trí của Trinidad nằm trên bờ biển Nam Mỹ, nước này không phát triển nhiều quan hệ với các dân tộc nói tiếng Tây Ban Nha, vì thế cho tới năm 2004 chỉ có 1.500 trên tổng số 1,3 triệu dân Trinidad nói tiếng Tây Ban Nha.2. ^  Năm 2004 chính phủ đã đưa ra sáng kiến "Tiếng Tây Ban Nha - Ngoại ngữ số một (SAFFL)"  Lưu trữ ngày 12 tháng 10 năm 2007 tại Wayback Machine, và công bố rộng rãi vào tháng 3 năm 2005. Các quy định của chính phủ hiện nay buộc các trường cao học phải dạy tiếng Tây Ban Nha cho sinh viên, trong khi 30% công chức sẽ phải có khả năng sử dụng ngôn ngữ này trong 5 năm tới. Người Venezuela thường tới Trinidad và Tobago để học tiếng Anh, và nhiều trường tiếng Anh đã mở rộng cả việc giảng dạy tiếng Tây Ban Nha.

## Văn hoá

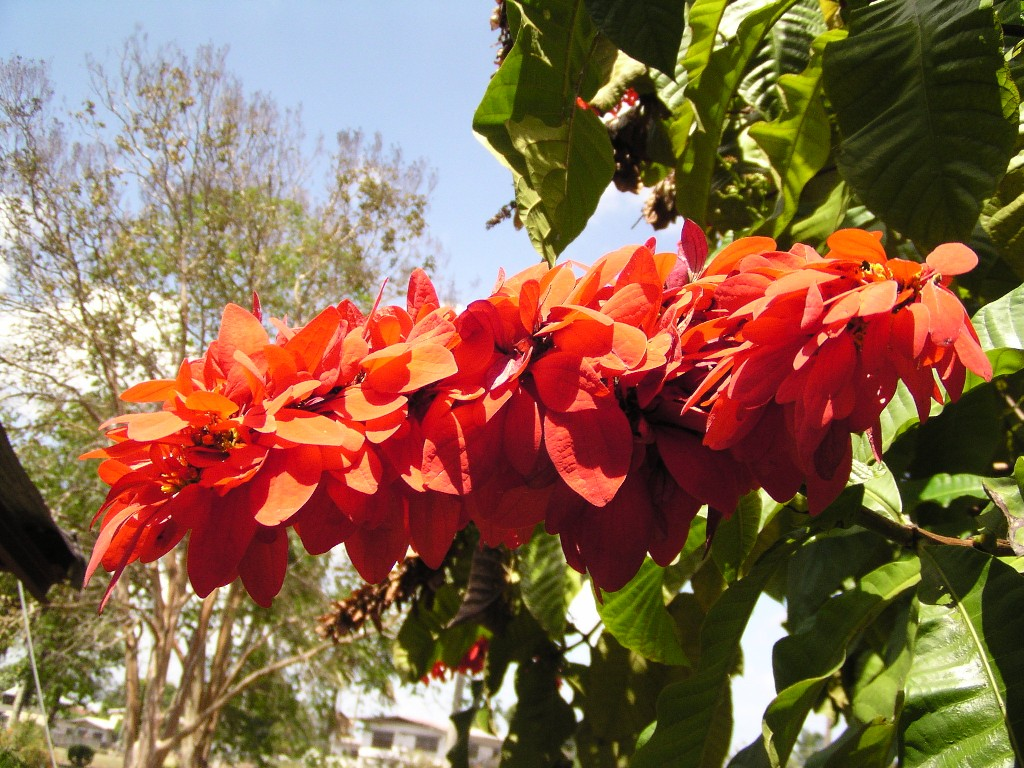
Hoa Chaconia (Warszewiczia coccinea) là loại hoa biểu tượng quốc gia của Trinidad và Tobago

Trinidad và Tobago nổi tiếng về các lễ hội tuần chay của họ. Nước này cũng là nơi sản sinh ra âm nhạc calypso và nhạc cụ steelpan, được nhiều người công nhận là nhạc cụ duy nhất được phát minh ra trong thế kỷ XX. Nền văn hóa và tôn giáo đa dạng khiến nước này có nhiều lễ hội trong suốt năm. Các loại nghệ thuật bản xứ khác gồm âm nhạc Soca (một âm nhạc bắt nguồn từ calypso), Parang (âm nhạc Giáng sinh ảnh hưởng từ Venezuela), âm nhạc chutney, và pichakaree (các hình thức âm nhạc pha trộn giữa âm nhạc Caribbean và Ấn Độ) và điệu nhảy limbo nổi tiếng.
Nghệ thuật ở nơi đây cũng sôi động. Trinidad và Tobago có hai tác giả đã đoạt giải Nobel về văn học, V. S. Naipaul và Derek Walcott sinh tại Saint Lucia. Nhà thiết kế thương hiệu Mas Peter Minshall không chỉ nổi tiếng về các trang phục dành cho lễ hội mà còn về vai trò của ông trong lễ khai mạc Thế vận hội Mùa hè 1992, Giải vô địch bóng đá thế giới 1994, Thế vận hội Mùa hè 1996 và Thế vận hội Mùa đông 2002, và ông đã đoạt một Giải Emmy.
Trinidad và Tobago cũng đã đoạt hai giải Hoa hậu hoàn vũ, với Penny Commisiong năm 1977, và Wendy Fitzwilliams năm 1998.

## Thể thao
- Cricket: Trinidad và Tobago tham dự cả hai giải one day international và Test cricket với tư cách thành viên của Đội cricket Đông Ấn. Đội tuyển quốc gia chơi tại giải hạng nhất trong các cuộc thi đấu vùng. Brian Lara, người giữ hai kỷ lục thế giới của môn thể thao này mang quốc tịch Trinidad và Tobago.
- Bóng đá: Đội tuyển quốc gia đã lọt qua vòng loại để tham gia vào World Cup 2006 tại Đức sau khi đánh bại Đội tuyển bóng đá quốc gia Bahrain ở Manama ngày 16 tháng 11 năm 2005, biến họ trở thành nước nhỏ nhất (về dân số) từng lọt qua vòng đấu loại. Dưới sự chỉ đạo của huấn luyện viên người Hà Lan Leo Beenhakker, ở vòng đấu bảng Trinidad và Tobago chỉ giành được một điểm và sớm bị loại. Các cầu thủ nổi tiếng của đội tuyển gồm: Dwight York (Sydney FC, cựu cầu thủ Manchester United), Shakka Hislop (West Ham United) và Jason Scotland (St Johnstone F.C.).
- Thế vận hội: Hasely Crawford đoạt huy chương vàng đầu tiên và duy nhất cho Trinidad và Tobago ở môn chạy 100 m nam trong kỳ Thế vận hội mùa hè 1976. Mười hai vận động viên Trinidad và Tobago cũng đã đoạt huy chương, đầu tiên là chiếc Huy chương đồng của Rodney Wilkes năm 1948[cần dẫn nguồn]. Ato Boldon đã đoạt nhiều huy chương nhất cho Trinidad và Tobago.

Xem thêm Trinidad và Tobago tại các kỳ Olympics
All-Fours thỉnh thoảng được miêu tả là "Môn thể thao không chính thức của quốc gia".

## Các ngày nghỉ lễ
Các ngày lễ ở Trinidad và Tobago.
| Ngày        | Tên                                      | Ghi chú |
| ----------- | ---------------------------------------- | --- |
| 1 tháng 1   | Năm mới                                  | |
| Tùy thuộc   | Carnival                                 | Thứ hai và Thứ ba ngay tiếp sau Thứ tư tuần chay. Dù nhiều công sở và trường học đóng cửa cho Lễ Carnival Thứ hai và Thứ ba, chúng không chính thức là ngày nghỉ lễ.                                                   |
| Tùy thuộc   | Eid-ul-Fitr                              | Kết thúc tháng Ramadan. Đây là lễ duy nhất ở Trinidad và Tobago của Đạo Hồi. Dù nó là ngày lễ quan trọng nhất theo Lịch Hồi giáo nó không phải là ngày lễ Hồi giáo nổi tiếng và có nhiều người tham gia nhất đất nước. |
| Tùy thuộc   | Phục sinh                                | Thứ sáu tuần thánh và Thứ hai Phục sinh |
| 30 tháng 3  | Spiritual Baptist/Shouter Liberation Day | Quốc gia đầu tiên trên thế giới công nhận Lễ rửa tội là một ngày nghỉ lễ quốc gia |
| Tùy thuộc   | Corpus Christi                           | |
| 30 tháng 5  | Ngày tới nơi của người Ấn Độ             | Quốc gia đầu tiên trên thế giới công nhận sự giao kèo Đông-Ấn. |
| 19 tháng 6  | Ngày Lao động                            | |
| 1 tháng 8   | Ngày giải phóng                          | Quốc gia đầu tiên trên thế giới công nhận Ngày giải phóng |
| 31 tháng 8  | Ngày độc lập                             | |
| 24 tháng 9  | Ngày cộng hoà                            | |
| Tùy thuộc   | Divali                                   | Lễ hội Hindu của ánh sáng và ngày lễ duy nhất của tín ngưỡng Hindu. |
| 25 tháng 12 | Giáng sinh                               | |
| 26 tháng 12 | Ngày tặng quà                            | |